# Karl Vossler
Karl Vossler, född den 6 september 1872 i Hohenheim vid Stuttgart, död den 19 september 1949, var en tysk filolog, son till Friedrich Otto von Vossler.
Vossler var professor i romanska språk först i Heidelberg, 1909–1912 i Würzburg och, efter att ha avböjt en kallelse till Innsbruck, 1913–1937 och 1946 (då och läsåret 1926/1927 som rektor) i München. Av Vosslers vetenskapliga författarskap må nämnas Das deutsche Madrigal (1898), Poetische Theorien in der Italiänischen Frührenaissance (1900), en summarisk Italiänische Literaturgeschichte (1900; 2:a upplagan 1908, i "Sammlung Göschen"), avhandlingen Stil, Rhythmus und Reim in ihrer Wechselwirkung bei Petrarca und Leopardi (i "Miscellania ... in onore di Arturo Graf", 1903), Die Philosophischen Grundlagen zum "süssen neuen Stil" (1904), Positivismus und Idealismus in der Sprachwissenschaft (samma år), Sprache als Schöpfung und Entwicklung (1905), Die göttliche Komödie. Entwicklungsgeschichte und Erklärung (3 band, 1907–1910), Salvatore di Giacomo, ein neapolitanischer Volksdichter (1908), Frankreichs Kultur im Spiegel seiner Sprachentwicklung (1913), Italiänische Literatur der Gegenwart (1914) och La Fontaine und sein Fabelwerk (1919). Vossler redigerade två band av Heinemanns Goetheupplaga. Vossler utgav vidare Der Minnesang des Bernhard von Ventadorn (1918; i Bayerska vetenskapsakademiens "Sitzungsberichte"), Dante als religiöser Dichter (1921), Giacomo Leopardi (1923), Racine (1926), Die romanischen Kulturen und der deutsche Geist (samma år) och de språkfilosofiska arbetena Gesammelte Aufsätze zur Sprachphilosophie (1923) och Geist und Kultur in der Sprache (1925), i vilka han lämnade en sammanfattande framställning av sitt språkliga system.  
Betydelsen av Vosslers verksamhet sträcker sig långt utanför hans egentliga fack, romanistiken. Genom de två strids- och programskrifterna "Positivismus und Idealismus" och "Sprache als Schöpfung und Entwicklung" gav han signal till opposition mot den materialistiska och utilistiska åskådningen inom språkvetenskapen och krävde en återgång till en kritisk idealism. Från början lärjunge till Gustav Gröber, slöt sig Vossler till Benedetto Croce, vars "Estetica" (1902) blev utgångspunkten för Vosslers språkvetenskapliga system, i vilket den individuella språkskapelsen sätts som det ursprungliga och betecknas som den yppersta och högsta uppgiften för forskningen, det konventionella språklivet åter sätts som det blott utvecklingshistoriska, härlett ur det individuella, och undersökningen och beskrivningen av materialet som en förberedande uppgift, vilken av positivisterna ofta gjorts till slutmål. Denna uppfattning framkallade en hel del debatter och polemik, vilka Vossler emellertid inte fortsatte länge; han ägnade sig i stället företrädesvis åt litteraturhistoriska uppgifter. Tre senare uppsatser i "Logos" (1910–1912) utvecklar hans uppfattning av förhållandet mellan grammatik och språkhistoria, språk- och litteraturhistoria, kulturhistoria och historia. På sin 50-årsdag tillägnades han en festskrift, "Idealistische Neuphilologie" (1922) av tyska och utländska lärjungar och vänner (med en kort bibliografi).